# 汤姆·埃文森
汤姆·埃文森（英語：Tom Evenson，1910年1月9日—1997年11月28日），英国男子田径运动员。他曾代表英国参加1932年和1936年夏季奥林匹克运动会田径比赛，其中1932年奥运会获得一枚银牌。